# Кутум (рукав Волги)
Кутум — рукав Волги, ответвляющийся от неё с левого берега в городе Астрахань. Служит одной из границ острова, на котором расположен Астраханский кремль.
Длина до слияния с другим протоком Волги, рекой Болда, около 26 километров.
В своём начале протекает по городской территории, у истока с правой стороны устроена Петровская набережная, далее по обоим берегам следует улица Красная Набережная.

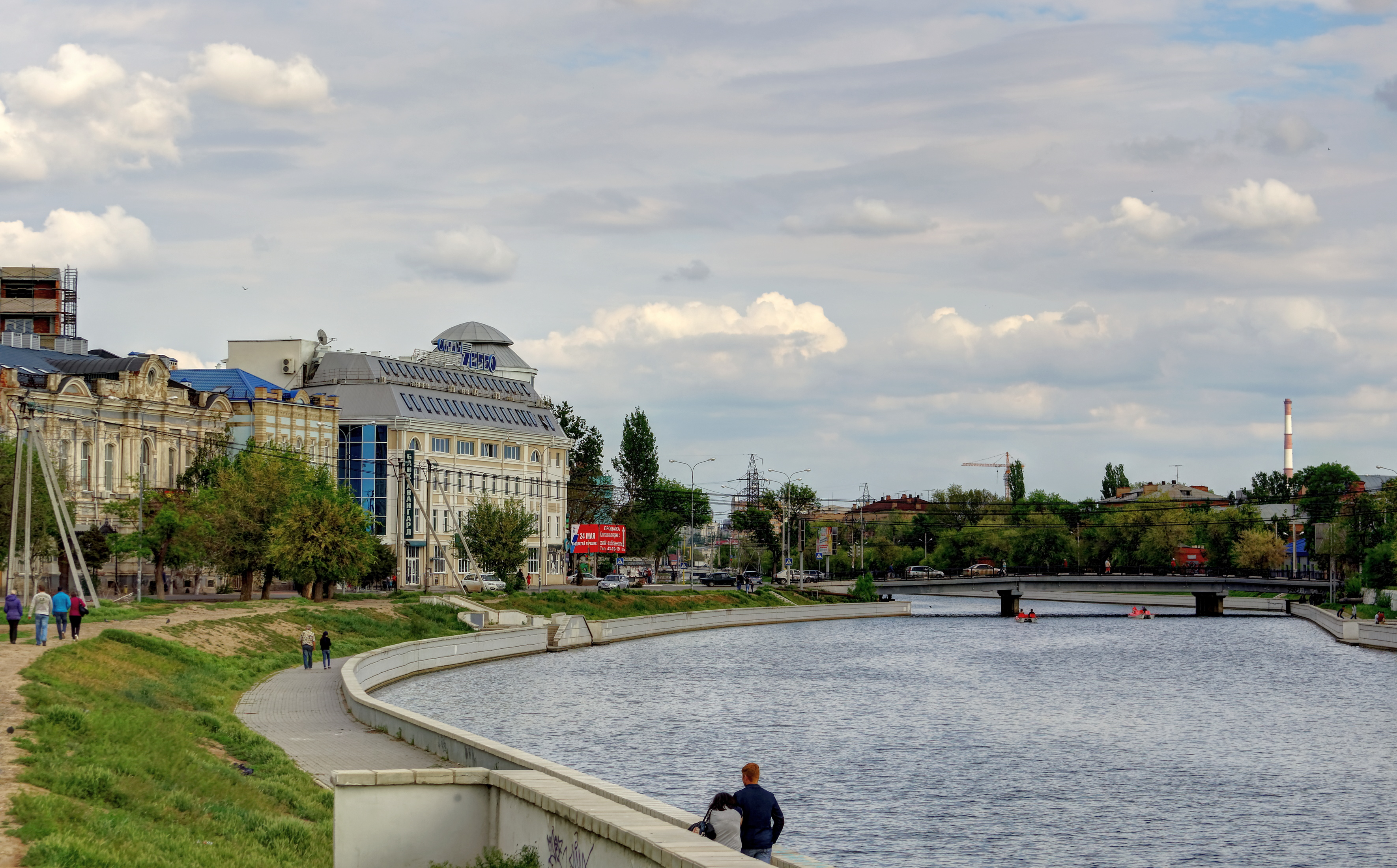
Кутум по нечетной стороне улицы Красная Набережная, 15-17, слева Поликлиника № 8 им. Н. И. Пирогова, ресторан P. Noir, отель 7 небо, в середине Сапожниковый мост на Коммунистической улице

## История
При заселении Астрахани Кутум отделялся от Волги у самого кремлёвского холма.

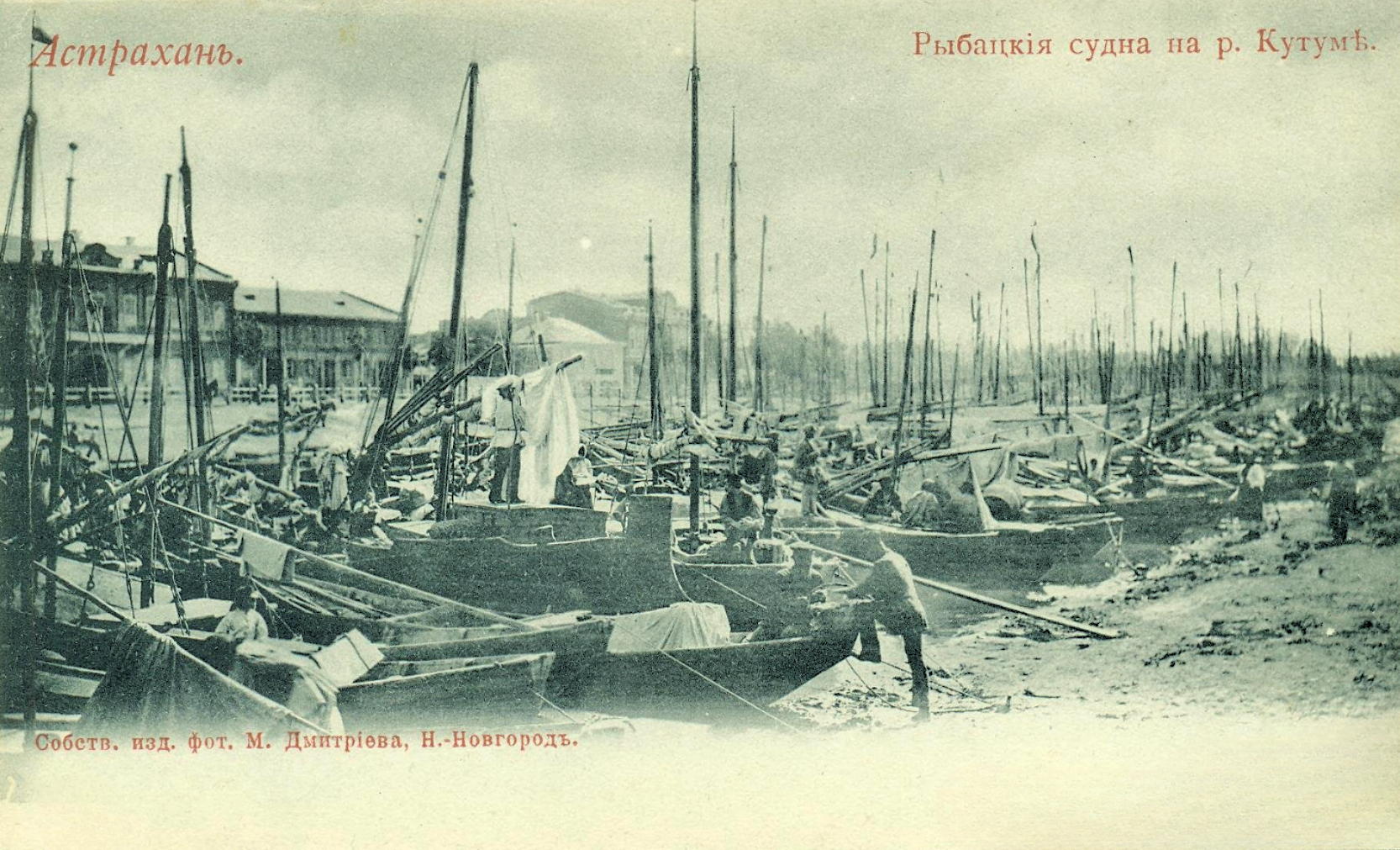
Рыбацкие суда на реке Кутум, фото начала XX века

Посетивший Астрахань в 1722 году российский император Пётр I повелел прорыть канал, соединяющий Кутум с Волгой, для осушения близлежащей местности. Работы были начаты только в 1744 году. Ввиду их дороговизны они не были окончены, в 1770 году канал с концов был завален щебнем, были забиты деревянные сваи и устроены шлюзы для предотвращения подтоплений местности во время паводков. Вопрос о проведении канала обсуждался в 1785 году по указанию императрицы Екатерины II, в 1809 году работы было решено начать, но в это время местный житель Астрахани, Варваци, изъявил желание произвести работы за свой счёт. Новый канал прокладывался с 1810 по 1817 год и получил название Астраханского, а затем по указу от 31 декабря 1817 года стал Варвациевским. В 1838 году ремонт канала был проведён городскими властями, посажены липы, произведена планировка местности.